# جورج براون (لاعب كرة قدم مواليد 1935)
جورج براون (بالإنجليزية: George Brown) (و. 1935  م) هو لاعب ومدرب كرة قدم، من الولايات المتحدة، يلعب كمهاجم.

## التعليم
تعلم في University of Bridgeport ‏.